# Душепопечение
Душепопечение (лат. cura animarum) — церковная психология, психологическая помощь священника прихожанину. Часто рассматривается как синоним духовничества или окормления. Как свидетельствует «Словарь трудных слов из богослужения»,
Окормление — пастырское руководство, духовничество. Духовное окормление есть особая форма служения, заключающаяся как в смиренном учительском действии пастыря, так и в содействующем ему действии благодати Божией.
Термин душепопечение был введён Григорием Двоесловом. В широком смысле душепопечение включает в себя богослужение, в узком — частные беседы с целью выслушать проблему и решить её в соответствии с Священным Писанием и учением Церкви. В отличие от психологической помощи душепопечение как правило не сводится к однократному сеансу, но имеет цель приобщить человека к Церкви (через молитву и исповедь). Также душепопечитель выражает личную драму попечаемого на языке религиозных терминов (грех, искушение, соблазн и пр.). Частыми темами душепопечения являются семейные неурядицы, потеря близкого человека, алкоголизм, наркомания, одиночество, депрессия, стрессы, суициды. Душепопечение не подменяет медицинскую помощь и в необходимых случаях священник рекомендует своему «чаду» к ней прибегнуть, главным образом, если проблема носит не духовный, а психосоматический характер. Также душепопечение входит в состав капелланского служения, посещений на дому («визитаций»), подготовке людей к церемониям венчания и похорон. От душепопечителя требуется прежде всего умение слушать, сопереживать и понимать, а также отзывчивость и приветливость (2Тим. 2:24)
"Душепопечение - это забота о сердце человека. Этот вид служения в России практически забыт. Немалую роль в этом сыграл период СССР, когда священнослужители обязаны были доносить властям обо всем, что было сказано на исповеди, которая является неотъемлемой частью душепопечения. Сегодня у людей есть страх, что кто-то может узнать тайны их сердца, изменить свое отношение к ним, осмеять, осудить. Сатана умело сеет ложные представления о душепопечении, пользуется страхом, гордостью, чтобы люди не открывали свои сердца и оставались один на один со своими неразрешенными конфликтами, болью, грехом. Оставаясь в одиночестве, человек становится легкой добычей врага душ человеческих.
Душепопечение - это служение, которое проводил сам Иисус Христос, пока жил на этой земле, этим занимались апостолы. В Библии много мест, где Бог призывает людей открывать свои сердца не только Богу, но и другим людям.
"Открытое сердце" - это прежде всего забота о человеческом сердце. Внешние проявления поведения, будь то пьянство, блуд, наркомания, игромания, нарциссизм и прочее, все это есть лишь последствия проблем в сердце. Если удалить корень - мы решим проблему раз и навсегда. Мы верим, что только Христос способен очистить сердце от греха, разрешить конфликты и уврачевать боль. Душепопечитель выступает лишь поводырем, он помогает увидеть проблему и привести ко Христу."
Семейное душепопечение.
"Бог создал человека со способностью и потребностью любить и быть любимым. Однако, к сожалению, очень часто семьи испытывают множество переживаний из-за непонимания, конфликтов, отчужденности. Все это не дает в полной мере реализовать потребности и способности, заложенные Творцом. Супруги закрывают свои сердца частично или полностью друг от друга и от Бога.
Причины этого кроются в неразрешенных проблемах в следующих областях:
- горечь
- гордость
- бунт
- безнравственность
- временные ценности
- родовые грехи
- греховные привычки
- оккультная деятельность
- лицемерие
- негативное мышление
Избавиться от этих проблем можно только открыв свое сердце. И если мы подчиним Богу все области нашего сердца, отношения с другим человеком восстановятся, конфликты разрешатся, и мы практически достигнем того счастья, о котором мечтаем.
Мы верим и видим на практике, что люди становятся поистине близкими, а их отношения по-настоящему крепкими лишь тогда, когда любящие сердца полностью открываются Богу и друг другу."
Индивидуальное душепопечение.
"Мы много раз намеревались что-то изменить в своей жизни. Мы боремся с обстоятельствами, которые нас окружают, пытаемся оградить себя от боли и неприятностей, которые причиняют нам люди (близкие и чужие). Хотим изменить свое поведение по отношению к ним. Но достичь желаемого мира не получается. Иисус однажды сказал: "И познаете истину, и истина сделает вас свободными". Бог желает, чтобы мы были свободными. Свободными от греха, боли, обид.
В процессе душепопечения мы помогаем людям по-новому взглянуть на себя и на мир. На те принципы и убеждения, в которые мы действительно верим. Появляется возможность по-новому увидеть истину, о которой, мы, возможно, давно уже знали, но она никак не могла достичь глубин нашего сердца; обнаружить препятствия на пути к познанию истины и понять, как от них избавляться."